# Aux portes du désert
Pour plus de détails, voir Fiche technique et Distribution.
Aux portes du désert est un court-métrage français réalisé par Noël Ramettre, sorti en 1941. 

## Synopsis
La vie quotidienne des spahis de l'armée de Vichy, en Algérie, au début des années 1940.

## Fiche technique
- Titre : Aux portes du désert
- Réalisation : Noël Ramettre
- Scénario : André Verdet-Kléber
- Photographie : Noël Ramettre
- Musique : Jean Giardino
- Société de production : La France en marche
- Pays d'origine :  France
- Format : Court métrage, Noir et blanc
- Durée : 11 minutes
- Date de sortie : 1941